# Wassili Iwanowitsch Jeramischanzew
Wassili Iwanowitsch Jeramischanzew (russisch Василий Иванович Ерамишанцев; * 20. Märzjul. / 1. April 1875greg. in Grigoriopol; † 4. November 1958 in Moskau) war ein russischer Architekt.

## Leben
Jeramischanzew studierte am Polytechnischen Institut Riga mit Abschluss 1904 als Ingenieur-Architekt.
Zusammen mit  Wladimir Wassiljewitsch Wojeikow baute Jeramischanzew nach dem Projekt Georgi Iwanowitsch Makajews in Moskau 1903–1907 den nördlichen Gebäudeteil des Polytechnischen Museums, dessen Zentralteil nach Ippolito Monighettis Projekt 1877 von Nikolai Alexandrowitsch Schochin und weitere Teile von August Weber und Iwan Pawlowitsch Maschkow 1883 und 1896 fertiggestellt worden waren. 1913–1915 baute Jeramischanzew zusammen mit den Brüdern Wesnin die Fassade des Bankhauses J. W. Junker & Co.
Jeramischanzew war Mitglied der Moskauer Architektur-Gesellschaft. 1927 projektierte er im Obersten Rat für Volkswirtschaft Siedlungen für den Getreide-Trust. 1935 wurde er Mitglied der Architektenunion der UdSSR.
Jeramischanzew wurde auf dem Moskauer Donskoi-Friedhof begraben.

## Werke

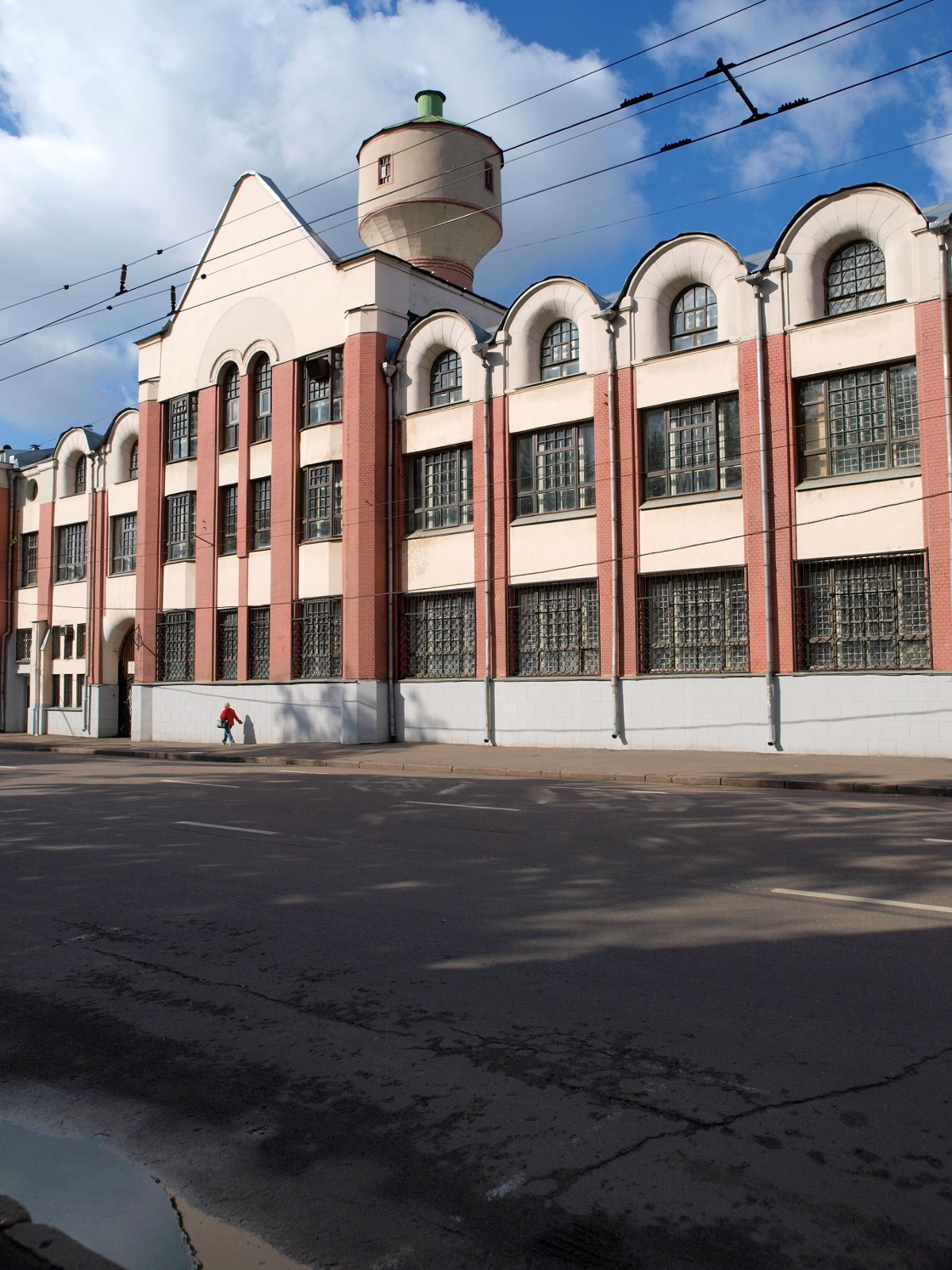
Parfümfabrik K. Ermans (1907), Uliza Bolschije Kamenschtschiki 10, Moskau
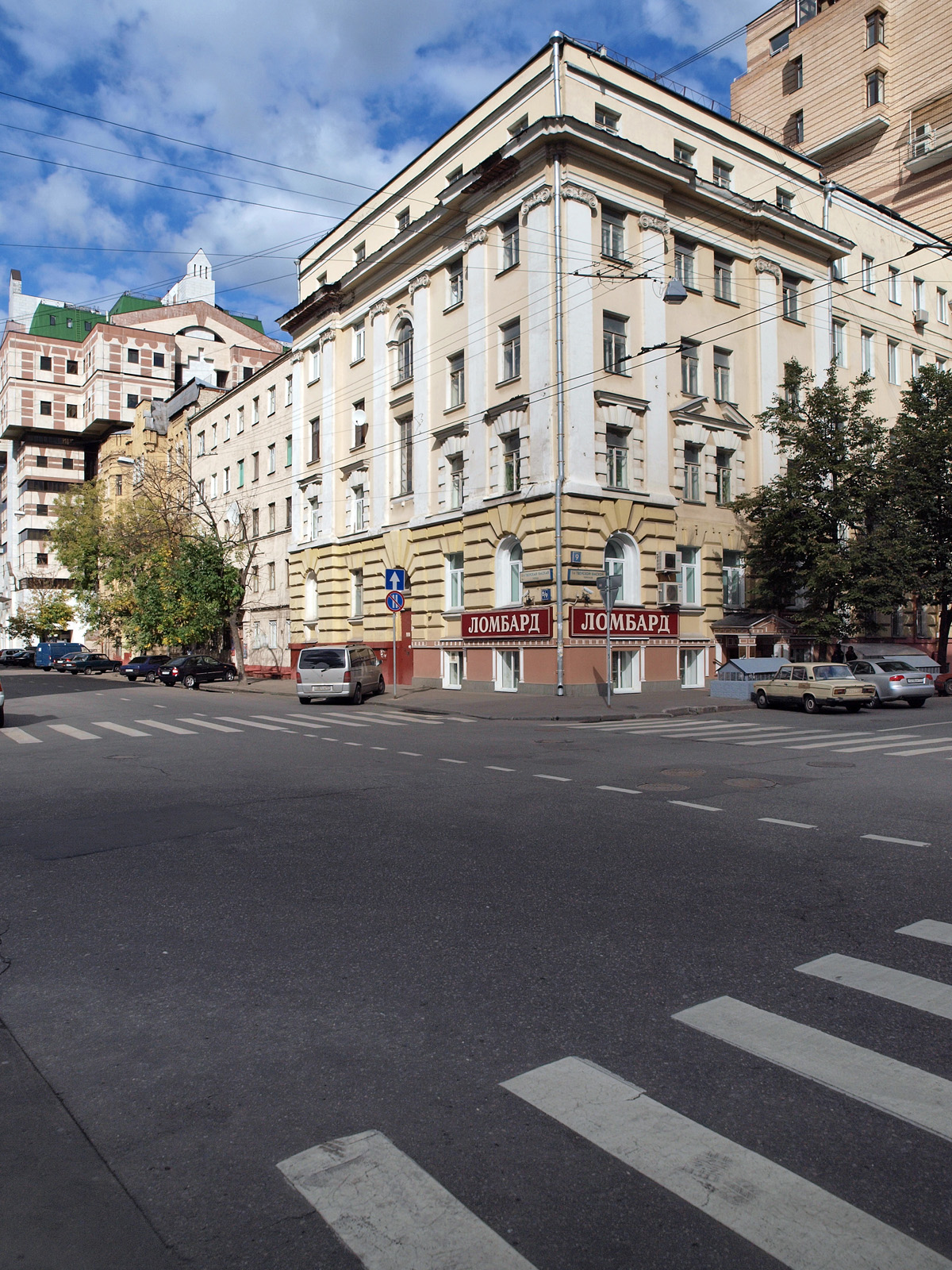
Mietshaus W. J. Selenkow (1913–1914), 4. Twerskaja-Jamskaja Uliza 8/9, Moskau
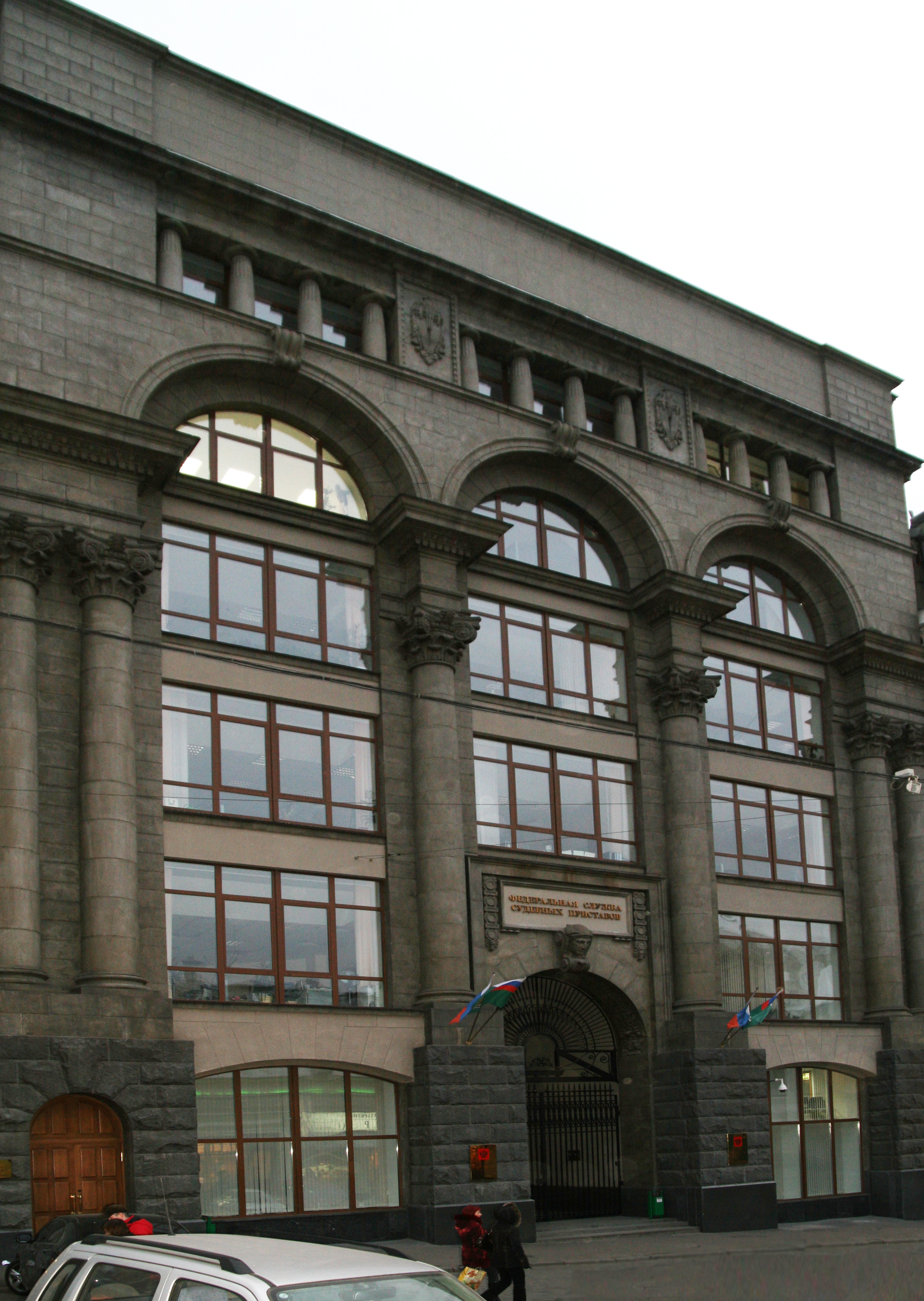
Fassade des Bankhauses J. W. Junker & Co. (1913–1915), Kusnezki Most 16, Moskau
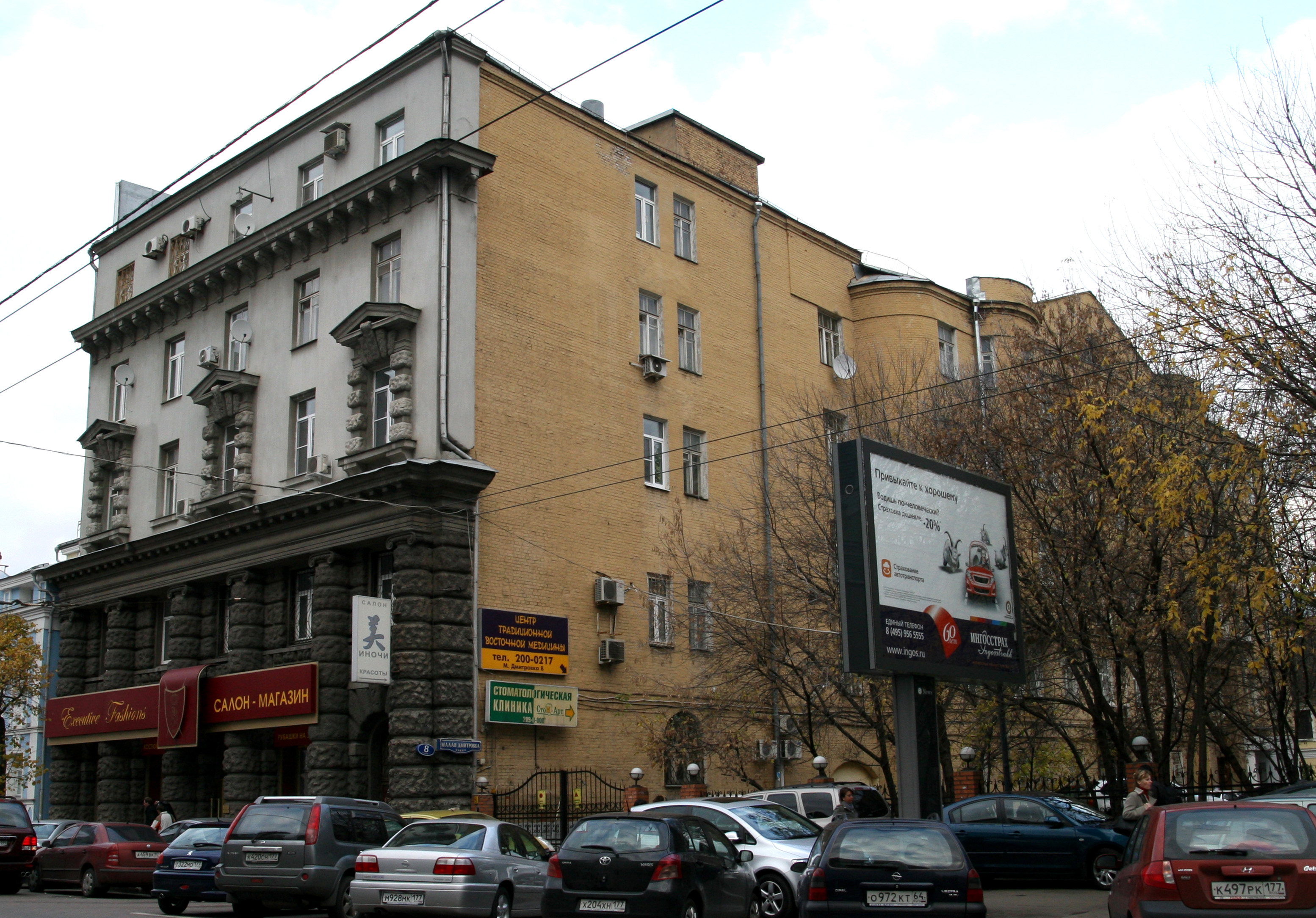
Mietshaus des Spasso-Wlachernski-Frauenklosters (1914–1915), Uliza Malaja Dmitrowka 8, Moskau